# 多罗圣若望堂

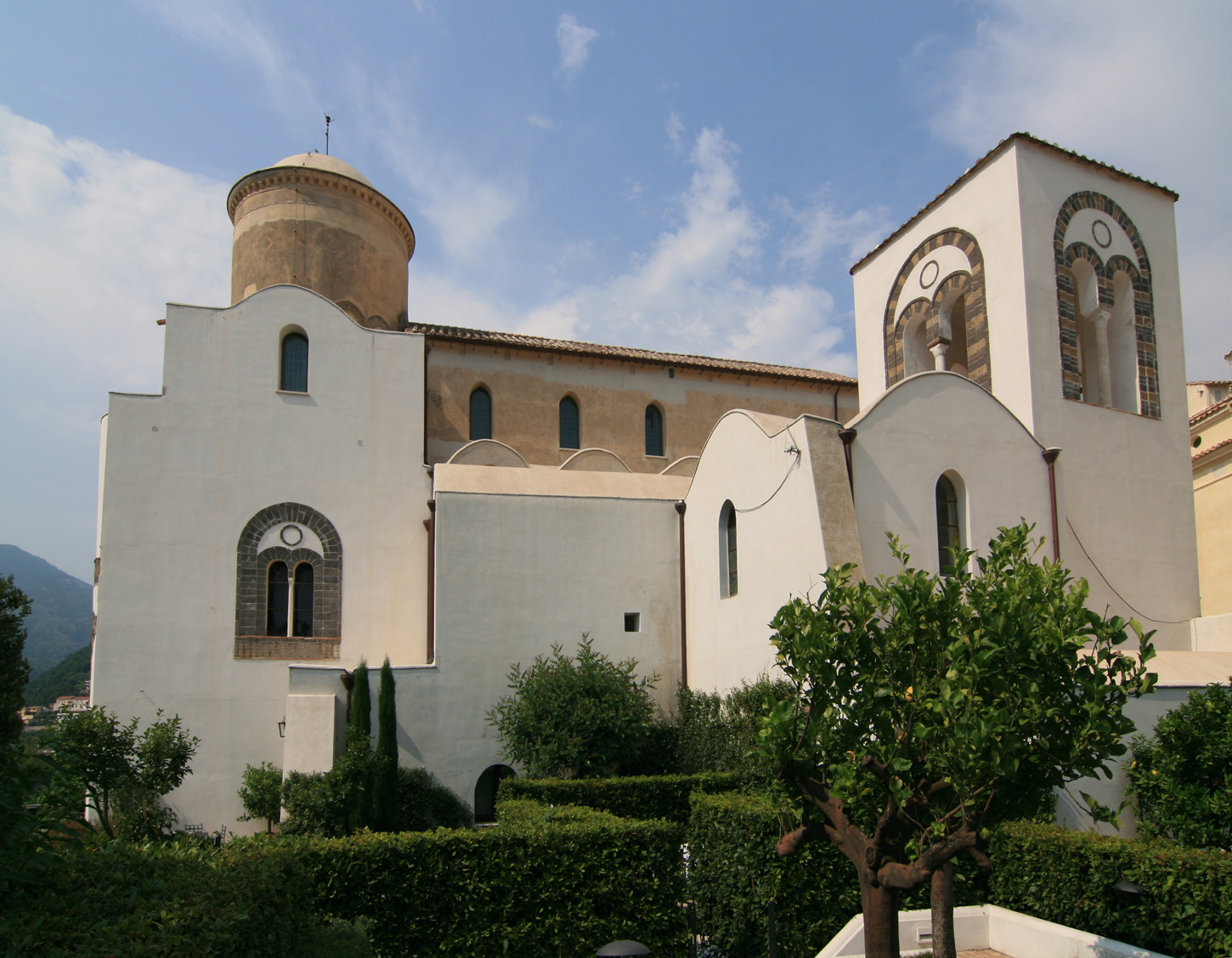
多罗圣若望堂

多罗圣若望堂（意大利语：Chiesa di San Giovanni del Toro）是意大利拉韦洛的一座教堂。该教堂祝圣于1069年，根据阿马尔菲公爵的命令修建。被地震摧毁后，于1715年重建，1990年代再度修复。 该教堂得名于使徒約翰，以及它所在的旧贵族区以前的名称多罗（意为“公牛”）。
20世纪初英国作家将其描述为在一个破败的教堂，若非1880年代的政府干预，可能已经沦为废墟。
多罗圣若望堂拥有一个精美的11世纪讲道坛，其镶嵌画激发了莫里茨·科内利斯·埃舍尔的灵感 埃舍尔于1920年代住在拉韦洛，研究这座教堂及其讲道坛，拉维罗是他最喜欢的地方之一。有一幅镶嵌画描绘约拿从鲸鱼里面出来。一只老鹰支撑着读经台，圣经翻到约翰福音的第一句。“美丽的”讲道坛可以追溯到西西里的罗杰一世的时代， 还有东方陶器和阿拉伯文字，以及台阶，通往描绘基督的生活场景的保存完好的壁画。在一个小堂里，有亚历山大的加大肋纳和她的车轮的石膏像.。